# Cygnet Committee
Cygnet Committee ist ein Titel von David Bowie aus dem Jahr 1969. Der Song erschien auf David Bowie (Space Oddity). Das Album erschien am 4. November 1969 bei Philips Records und beschließt dessen A-Seite. In den USA erschien der Song bei Mercury Records auf einem Album, das sich Man of Words, Man of Music nannte, bevor dieses 1972 als Wiederveröffentlichung Space Oddity erschien. Produziert wurde der Song von Tony Visconti.
Bis zum Eröffnungstitel seines gleichnamigen Albums Station to Station im Jahr 1976, war der neuneinhalbminütige Folk-Rock-Song Cygnet Committee Bowies längste Studiokomposition.

## Historie
Bowie entwickelte Cygnet Committee aus einer früheren Komposition, die stilistisch an die musikalischen Entwürfe von Simon & Garfunkel erinnerte. Die 1968 fertiggestellte Demoversion der Urfassung beinhaltete ein Gesangsduett zusammen mit John Hutchinson; sie trug den Arbeitstitel "Lover to the Dawn". Diese Fassung war angedacht für seine kurz später aufgelöste Folk-Combo Feathers, bei der David Bowies Freundin Hermione Farthingale sang.

## Textliche Konzeption
Bowie setzt sich in diesem Song an die Stelle eines geistigen Lehrmeisters, der mit apodiktischem Duktus seinen Zuhörern "den richtigen Lebensweg" weist ("I opened doors that would have blocked their way"). Dabei werden Anklänge an Also sprach Zarathustra wach. Bowie, der sich kurze Zeit später mit Ziggy Stardust eine mystische, nietzscheanische Kultfigur erschaffen sollte, erprobte bereits mit diesem Stück sein Alter Ego als messianisch predigenden Botschafter. Am Schluss des Songs wandelt sich das repetierende, christliche "believe" in ein nietzscheanisches "live". Gleichzeitig allerdings zeigt sich Bowie im Song darüber enttäuscht, dass er von seiner eigenen Fangemeinde nicht erwartungsgemäß wahrgenommen wird ("I gave them [my] life... They drained my very soul"). Wie häufig in Bowies Schaffen, fußt dieser Song auf einer Anti-Utopie, einer fiktionalen, in der Zukunft spielenden Erzählung, die den negativen Ausgang einer dystopischen Erzählung bereithält. Im Schlusstitel von Ziggy Stardust, Rock ’n’ Roll Suicide, wird dies kontinuiert.

## Rezeption
Cygnet Committee wurde als erstes Meisterwerk Bowies wahrgenommen. Der Titel setzte den Grundstein für die zukünftige Ausrichtung des Künstlers Bowie – im Wandel vom ästhetischen Songwriter zum Anführer mit messianischem Sendungsbewusstsein, der seinen Anhängern Steine aus dem Weg räumt, dann aber feststellen muss, dass er verachtet und mit den (eigenen Mitteln) geschlagen wird. Bowie selbst erkannte darin die Bestrebungen einer desillusionierten Hippie-Gesellschaft, sich einem charismatischen Führer unterwerfen zu wollen, es aber nicht zu können.

## Liveversionen
- Bowie spielte den Song live anlässlich The Sunday Show am 5. Februar 1970; durch die drei Tage später ausgestrahlte Sendung führte der legendäre englische Radio-Moderator und DJ, John Peel.[7]
- 2000 wurde der Song auf dem Album Bowie at the Beeb veröffentlicht.

## Weitere Veröffentlichungen
- Eine angebliche Veröffentlichung als B-Seite der Single The Width of a Circle war keine offizielle RCA-Single, sondern eine Fan-Pressung.
- Der Song erschien 1974 auf der japanischen Kompilation The Best of David Bowie.